# Laus Steenbeeke

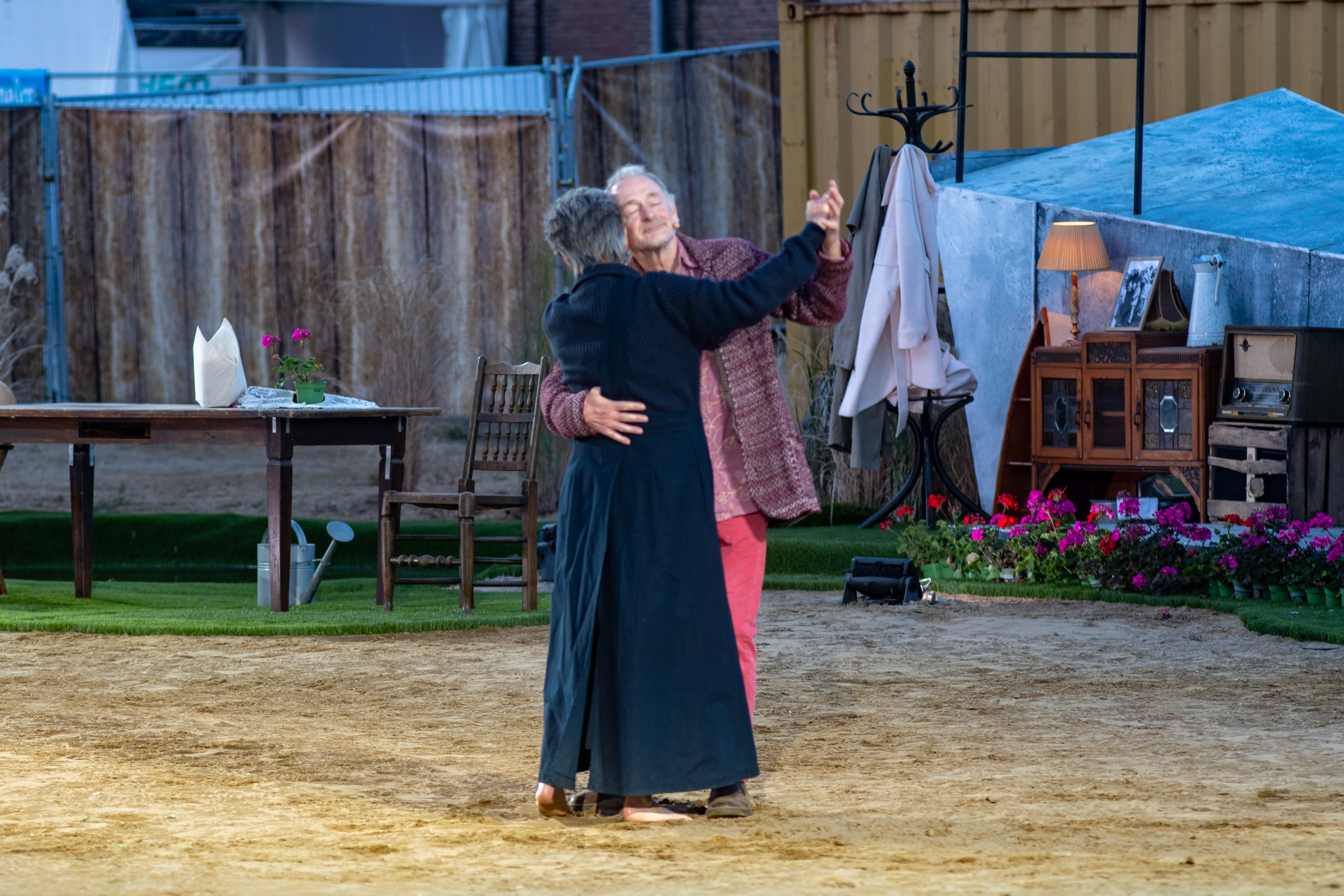
Scène uit Van Katoen en Water met Laus Steenbeke en Sandy Nijhof

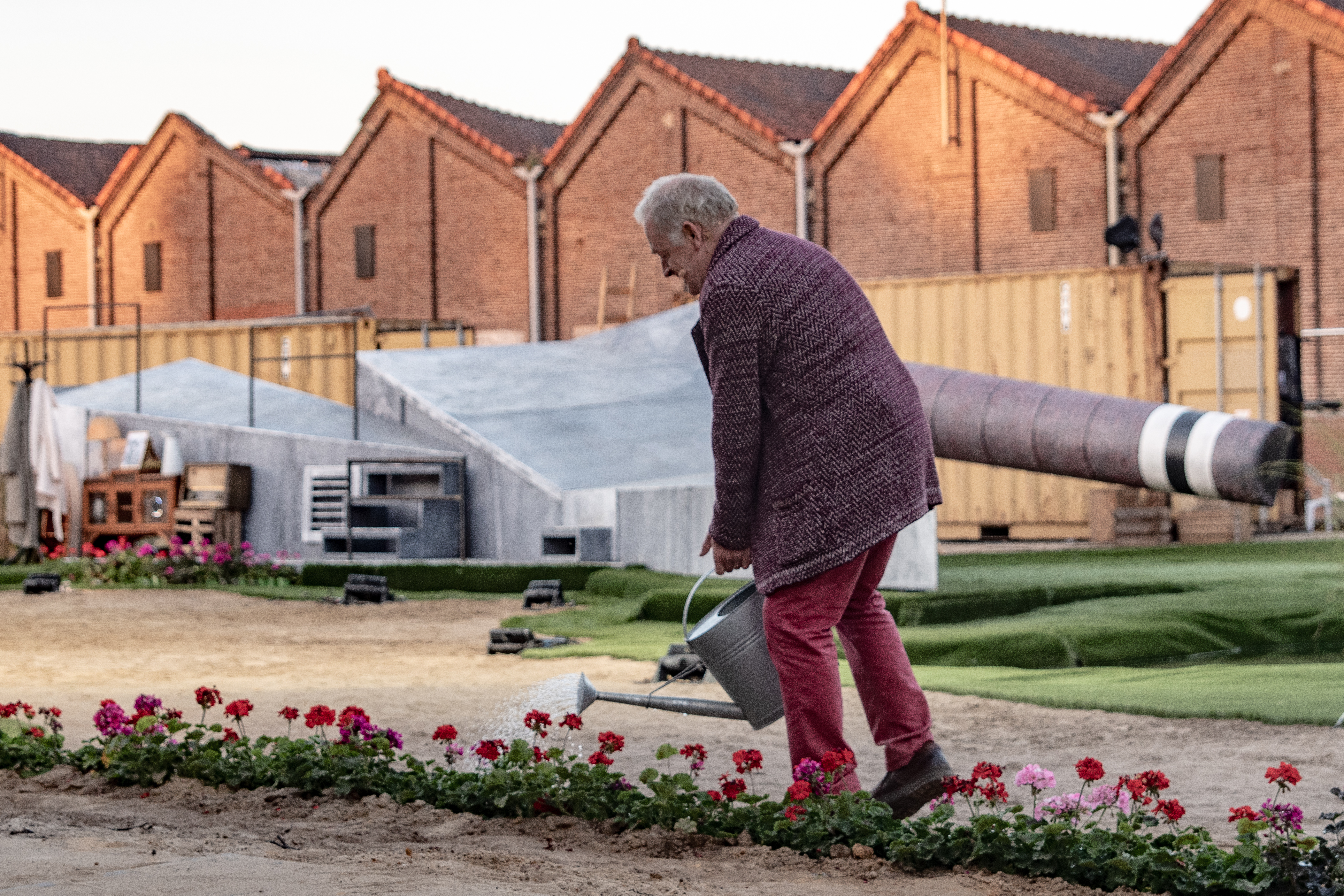
Laus Steenbeeke geeft de geraniums water tijdens Van Katoen en Water.

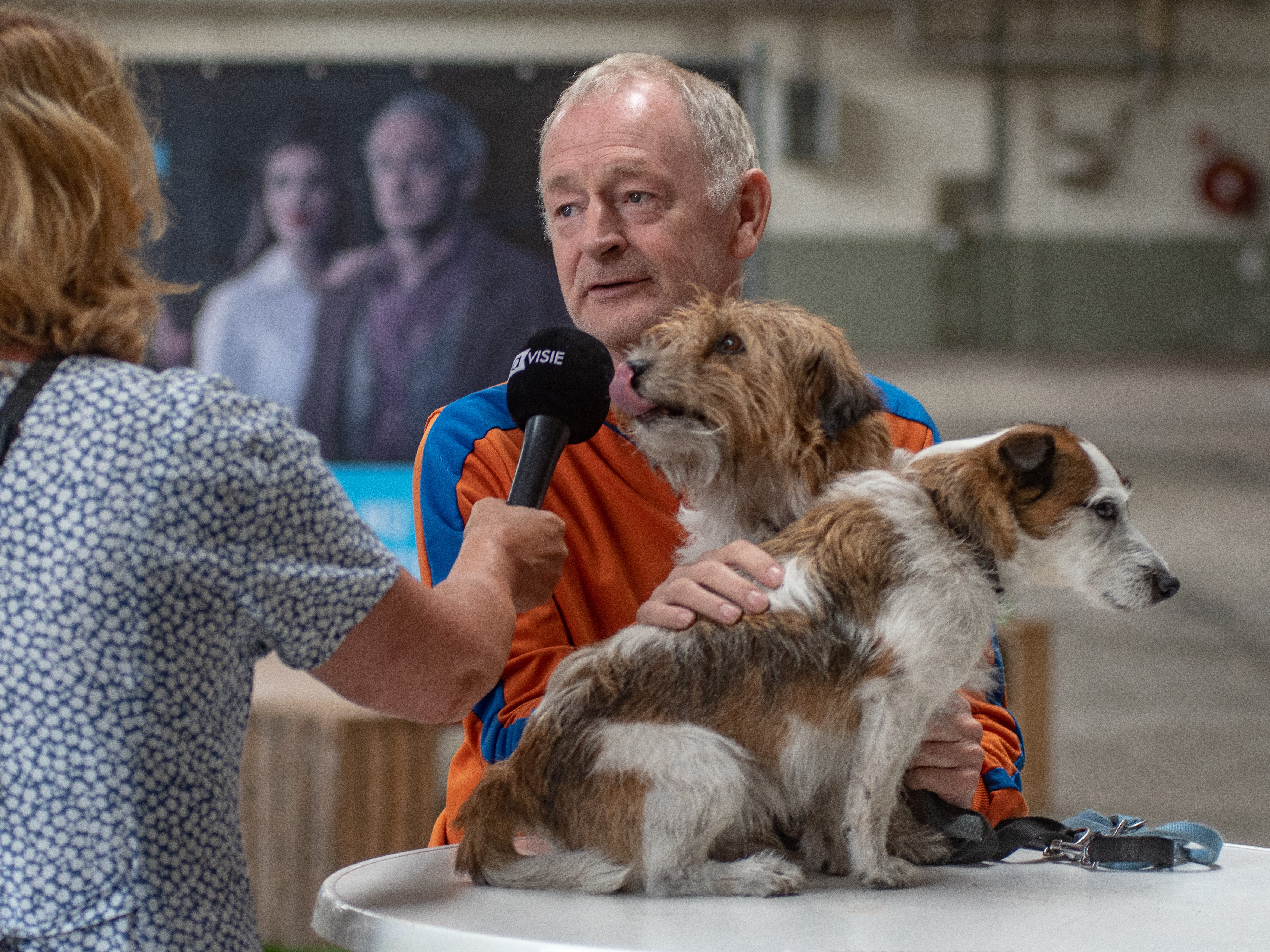
Laus Steenbeeke tijdens persdag Van Katoen en Water

Laus Steenbeeke (Borne, 4 oktober 1959) is een Nederlands acteur. Hij is bekend van zijn verschillende rollen in Het Klokhuis, waarin hij al jaren te zien is. Ook speelde hij de rol van Hennie in de televisieserie Flodder. Hiernaast is hij bekend als Huipie van Duivenbode uit de hernieuwde versie van 't Schaep met de 5 pooten en de hierop volgende series 't Vrije Schaep, 't Spaanse Schaep, 't Schaep in Mokum en Schaep Ahoy.
Ook doet Steenbeeke voice-overwerk voor de Nederlandse versies van films en staat hij regelmatig in het theater. Zo won hij in 2004 de John Kraaijkamp Musical Award, voor beste mannelijke bijrol in een grote musicalproductie voor zijn rol in de musical The Lion King.
In 2012 speelde Steenbeeke in HEMA de musical. In 2017 was hij te zien in Into the Woods als verteller en mysterieuze man. In 2018 speelde hij de rol van verteller en de (Twents sprekende) arbeider Gerrit in de musicalproductie Stork!.

## Filmografie
- Woeste grond (televisieserie, 2024-2025) – Bats
- Centraal Medisch Centrum (televisieserie, 2016) – Ben
- Dagboek van een callgirl (televisieserie, 2015) – Ton Dekker
- Schaep Ahoy (televisieserie, 2015) – Huipie van Duivenbode
- Heer & Meester (televisieserie, 2014) – Karel Heinzius
- Koefnoen (televisieserie, 2013) - Simon Carmiggelt
- 't Schaep in Mokum (televisieserie, 2013) – Huipie van Duivenbode.
- Welkom in de Gouden Eeuw (2012–2013) – verschillende rollen
- De Groote Markt 30 (televisieserie, 2012) – Geert Grotestroek
- Kasteel Amerongen (2011) – Abraham Issacs, Zacharias van Uylenburg
- 't Spaanse Schaep (televisieserie) – Huipie van Duivenbode (8 afl., 2010–2011)
- De Club van Sinterklaas (televisieserie, 2009) – Vrekking
- 't Vrije Schaep (televisieserie) – Huipie van Duivenbode (8 afl., 2009)
- Afblijven (2007) – concierge
- 't Schaep met de 5 pooten (televisieserie) – Huipie van Duivenbode (8 afl., 2006–2007)
- Boks (televisieserie) – rol onbekend (afl. "De verdwenen Van Gogh", 2006)
- Pietje Bell (2002) – lastige klant
- De middeleeuwen (televisieserie, 2001)
- Verkeerd verbonden (televisieserie) – Freek de Leeuw (afl. "Liefde half om half", 2000)
- Kruimeltje (1999) – verkoper pianozaak
- Do Not Disturb (1999) – brandweerman
- Flodder (televisieserie, 1994–1999) – Hennie (24 afl., laatste aflevering is opgenomen in 1997)
- Kats & Co (televisieserie) – Willie Sluizer (afl. "De kleine Angela", 1994)
- Baantjer (televisieserie) – Frank de Moor (afl. "De Cock en de wilde moord", 1997)
- Flodder 3 (1995) – Hennie
- Belle van Zuylen - Madame de Charrière (1993) – Benjamin Constant
- EDR 1 (1993) – rol onbekend
- Dierbaar (televisiefilm, 1991) – collega Frank
- Binnenlandse Zaken (satirisch televisieprogramma, 1990) – verschillende rollen
- Het verhaal van Kees (televisiefilm, 1989) – Jan
- Switch (televisieserie, 1988) – Frits
- Rust roest (televisieserie) – keukenhulp (afl. onbekend, 1989)
- Blonde Dolly (1987) – jongen met mes
- Kop in de wind (televisiefilm, 1987) – rol onbekend
- Titaantjes (televisiefilm, 1983) – koekenbakker

## Toneel
- Tel uit je winst (2002)
- The Lion King (2004)
- HEMA de musical (2012)
- Dinner for One in het Twents als Diner veur ene (2013-2021) – Butler James
- Into the Woods (2017) – verteller
- Stork! (2018) – arbeider Gerrit
- Charley, de komische musical (2018/2019) – Kolonel van Aerdenhout
- Hanna van Hendrik (2019) – buurman Gerrit
- Tot Tubbig en niet verder - theaterproductie over Boerenopstand in 1971 (2021)
- Van Katoen en Water (2022) - Bertus Hondebrink (stadsarchivaris - hoofdrol)
- De mol en de paradijsvogel (Werkvoorstelling) (2022) – Albert Mol/Leo
- De Vergeten Twentse Lente (2023)
- De Mol en de Paradijsvogel (2023 en 2024) – Albert Mol/Leo
- Mist (2024-2025) – Willy Borél
- Door Het Stof (2025) - Jan-Ritsaert, pater familias

## Nasynchronisatie
- Monsters at Work (animatieserie van Disney, 2024) – Randall Boggs
- Disney Infinity-spellen (computerspellen, 2013-2015) – Randall  Boggs en Luigi
- Asterix en de Romeinse Lusthof (Franse animatiefilm, 2014) – Asterix
- Monsters University (animatiefilm van Disney-Pixar, 2013) – Randall Boggs
- Zeke & Luther (Amerikaanse sitcom, 2009–2012) – Don
- Harry Potter-films (Nederlandse nasynchronisatie, 2004-2011 – Remus Lupos
- Shrek the Third (animatiefilm van DreamWorks, 2007) – Merlijn
- Ratatouille (animatiefilm van Disney-Pixar, 2007) – Talon & Pompidou
- Cars, Cars 2 & Cars 3 (animatiefilms van Disney-Pixar, 2006/2011/2017) – Luigi
- Paniek op de Prairie (animatiefilm van Disney, 2004) – Wesley
- Monsters en co. (animatiefilm van Disney-Pixar, 2001) – Randall Boggs
- Bob de Bouwer (Britse kinderserie) –  Boer Nijhof, Jake, Meneer Albers, Meneer Sabatini, Meneer Stevens, Robert de Bouwer e.a.
- Bobby's Wereld (Amerikaanse animatieserie, 1997–1998) – vader Howie Generic
- Paling en Ko  (Spaanse animatieserie, 1999–2000) – Paling